# Johannes Aujesky
Johannes Aujesky (25 febbraio 1993) è uno sciatore freestyle austriaco.

## Palmarès

### Coppa del Mondo
- Miglior piazzamento nella Coppa del Mondo di ski cross: 13º nel 2023
- 2 podi:
  - 2 terzi posti